# Landgericht Halle

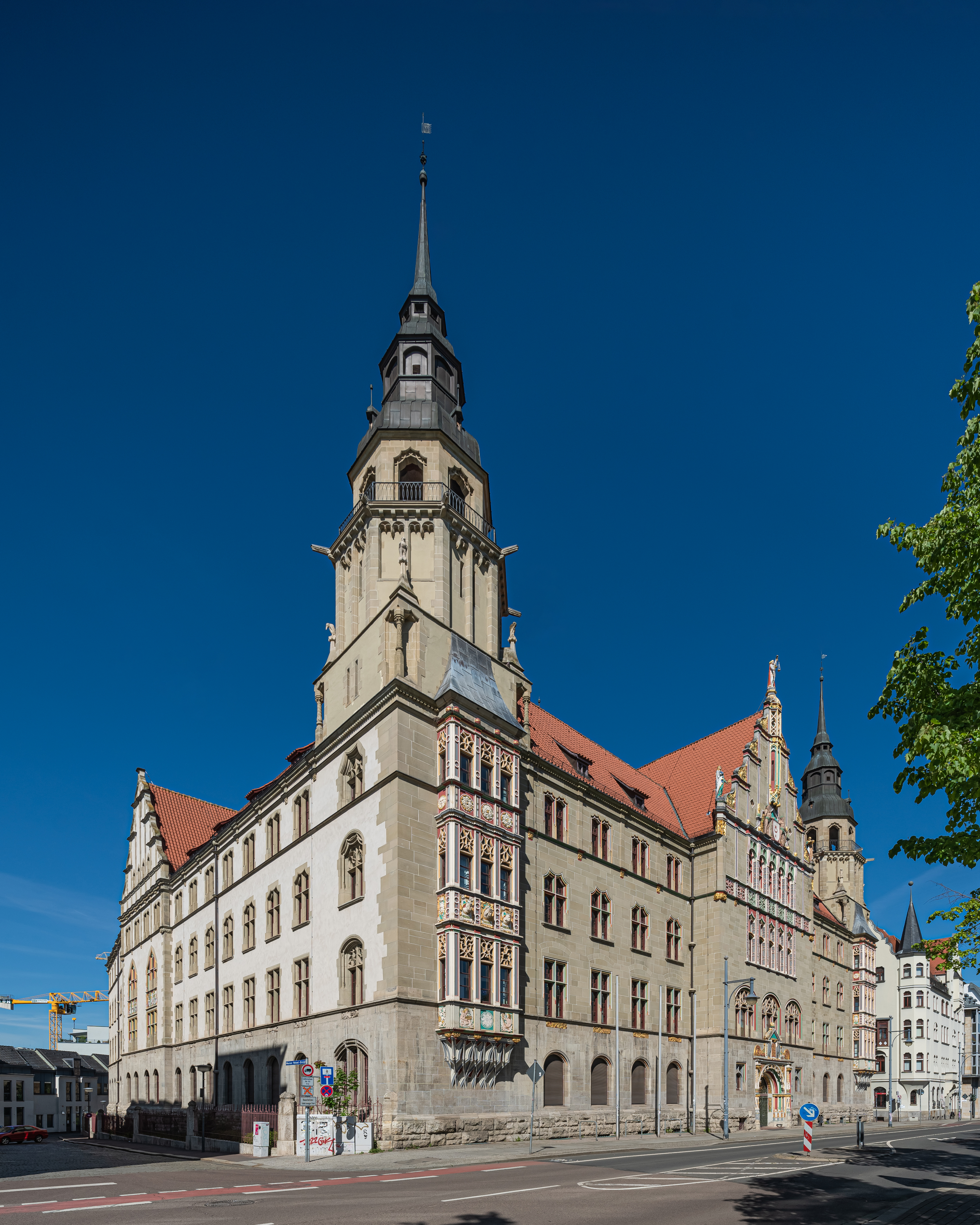
Das Gerichtsgebäude am Hansering

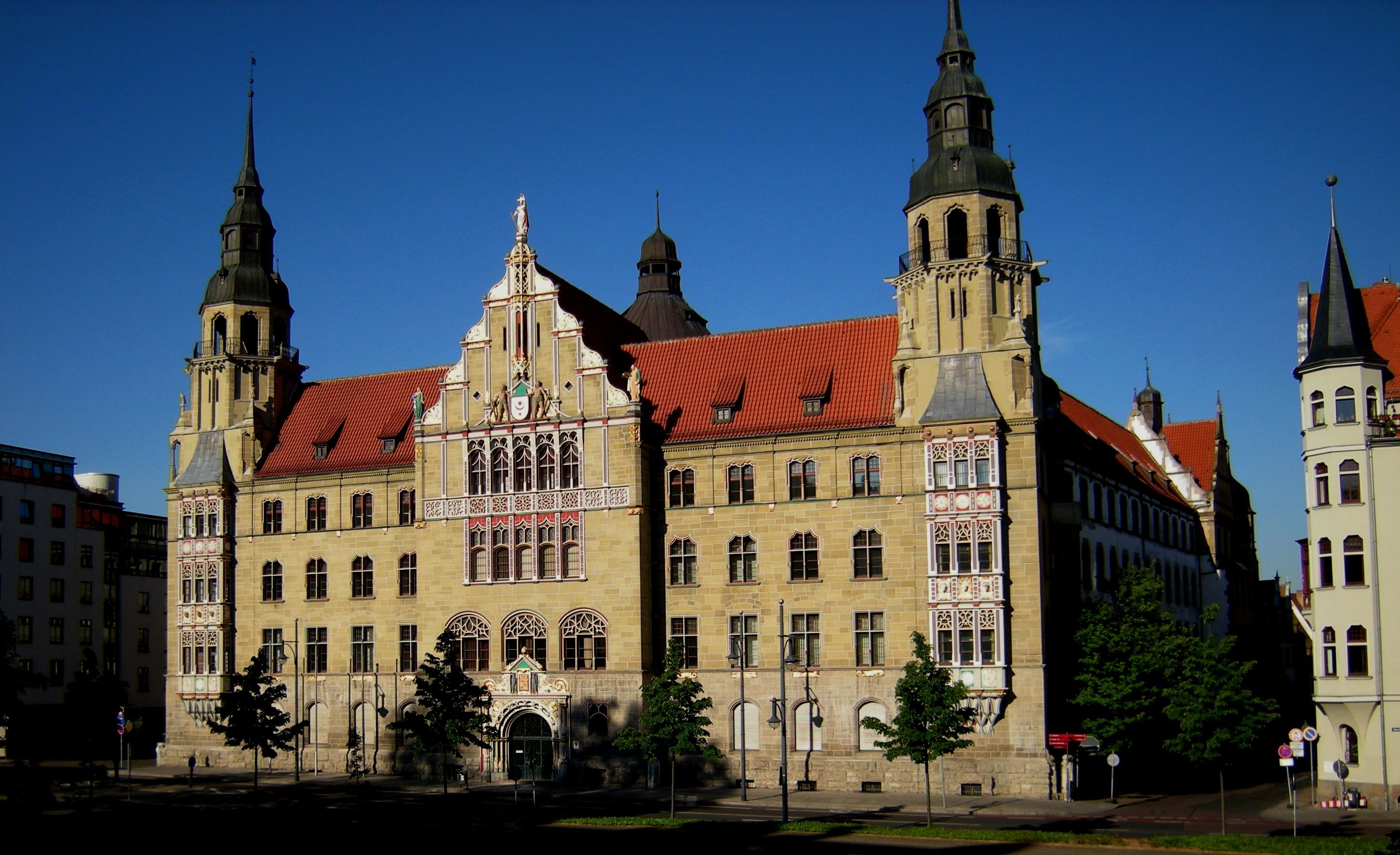
Landgericht Halle, Hauptfront (vor 2010)

Das Landgericht Halle ist ein ordentliches Gericht mit Sitz in Halle (Saale).

## Über- und untergeordnete Gerichte
Dem Landgericht im Instanzenzug untergeordnet sind die Amtsgerichte Eisleben, Halle (Saale), Merseburg, Naumburg (Saale), Sangerhausen, Weißenfels und Zeitz. Im Instanzenzug übergeordnet sind das Oberlandesgericht Naumburg sowie der Bundesgerichtshof.

## Geschichte
In Halle bestand von 1849 bis 1879 das königlich preußische Kreisgericht Halle/Saale. Im Rahmen der Reichsjustizgesetze wurden 1879 einheitlich Amts-, Land- und Oberlandesgerichte gebildet. Das Landgericht Halle wurde mit Wirkung zum 1. Oktober 1879 als eines von 16 Landgerichten im Bezirk des Oberlandesgerichtes Naumburg gebildet. Der Sitz des Gerichtes war Halle. Das Landgericht war danach für den Stadtkreis Halle, den Mansfelder Seekreis, den Saalkreis, den größten Teil der Kreise Bitterfeld, Delitzsch, Merseburg und des Mansfelder Gebirgskreises und einen kleinen Teil des Kreises Wittenberg zuständig. Ihm waren folgende Amtsgerichte zugeordnet:
| Amtsgericht                 | Sitz            | Bezirk |
| --------------------------- | --------------- | --- |
| Amtsgericht Alsleben        | Alsleben        | aus dem Mansfelder Seekreis der Stadtbezirk Alsleben, die Amtsbezirke Alsleben und Belleben, aus dem Amtsbezirk Nelben die Gemeindebezirke Gnölbzig und Nelben und der Gutsbezirk Gnölbzig sowie aus dem Saalkreis aus dem Amtsbezirk Beesenlaublingen die Gemeindebezirke Beesenlaublingen, Beesedau und Mucrena und die Gutsbezirke Domäne Neubeesen und Poplitz |
| Amtsgericht Bitterfeld      | Bitterfeld      | der Kreis Bitterfeld ohne die Teile, die den Amtsgerichten Delitzsch, Düben, Gräfenhainchen, Löbejün und Zörbig zugeordnet waren |
| Amtsgericht Cönnern         | Cönnern         | aus dem Saalkreis der Stadtbezirk Cönnern, der Amtsbezirk Trebnitz, aus dem Amtsbezirk Beesenlaublingen die Gemeindebezirke Custrena und Unterpeißen, aus dem Amtsbezirk Domnitz die Gemeindebezirke Dornitz, Garsena, Golbitz, Hohenedlau, Kirchedlau und Mitteledlau sowie aus dem Amtsbezirk Rothenburg der Gemeindebezirk Rothenburg und der Gutsbezirk Domäne Rothenburg |
| Amtsgericht Delitzsch       | Delitzsch       | der Kreis Delitzsch ohne die Teile, die den Amtsgerichten Düben, Eilenburg und Halle zugeordnet waren; Hinzu kam aus dem Kreis Bitterfeld der Stadtbezirk Brehna, die Amtsbezirke Kitzendorf und Roitzsch und aus dem Amtsbezirk Holzweißig der Gemeinde- und Gutsbezirk Petersroda. |
| Amtsgericht Eisleben        | Eisleben        | der Mansfelder Seekreis ohne die Teile, die den Amtsgerichten Alsleben, Gerbstedt, Halle und Wettin zugeordnet waren |
| Amtsgericht Ermsleben       | Ermsleben       | aus dem Mansfelder Gebirgskreis der Stadtbezirk Ermsleben, der Amtsbezirk Siersleben, aus dem Amtsbezirk Meisdorf die Gemeindebezirke Meisdorf, Pansfelde und Wieserode und die Gutsbezirke Degenershausen, Meisdorf und Pansfelde, aus dem Amtsbezirk Quenstedt die Gemeindebezirke Endorf, Harkerode und Welbsleben und die Gutsbezirke Endorf und Harkerode sowie aus dem Amtsbezirk Stangerode die Gemeindebezirke Alterode und Ulzigerode                                                                                         |
| Amtsgericht Gerbstedt       | Gerbstedt       | aus dem Mansfelder Seekreis der Stadtbezirk Gerbstedt, die Amtsbezirke Friedeburg, Gerbstedt, Heiligenthal und Rottelsdorf sowie aus dem Amtsbezirk Nelben der Gemeindebezirk Zellewitz |
| Amtsgericht Gräfenhainichen | Gräfenhainichen | aus dem Kreis Bitterfeld der Stadtbezirk Gräfenhainchen, die Amtsbezirke Burgkemnitz, Crina, Jüdenberg und Schköna sowie der Amtsbezirk Alt-Jeßnitz ohne den Gemeinde- und Gutsbezirk Alt-Jeßnitz |
| Amtsgericht Halle (Saale)   | Halle           | - der Stadtkreis Halle - der Saalkreis ohne die Teile, die den Amtsgerichten Alsleben, Cönnern, Löbejün und Wettin zugeordnet waren - aus dem Kreis Delitzsch der Stadtbezirk Landsberg, die Amtsbezirke Gütz, Naundorf b.E., Queis, Reinsdorf und Sietzsch - aus dem Mansfelder Seekreis die Amtsbezirke Bennstedt, Langenbogen, Steuden und Teutschenthal - aus dem Kreis Merseburg aus dem Amtsbezirk Holleben die Gemeindebezirke Beuchlitz, Passendorf mit Angerdorf und Schlettau sowie die Gutsbezirke Beuchlitz und Passendorf |
| Amtsgericht Hettstedt       | Hettstedt       | der Mansfelder Gebirgskreis ohne die Teile, die den Amtsgerichten Eisleben, Ermsleben, Mansfeld, Sangerhausen und Wippra zugeordnet waren |
| Amtsgericht Lauchstädt      | Lauchstädt      | aus dem Kreis Merseburg die Stadtbezirke Lauchstädt und Schafstädt, der Amtsbezirk Großgräfendorf, der Amtsbezirk Delitz am Berge ohne die Gemeindebezirke Corbetha, Dörstewitz und Schkopau und den Gutsbezirk Schkopau, aus dem Amtsbezirk Holleben der Gemeindebezirk Holleben sowie aus dem Amtsbezirk Nieder-Clobicau die Gemeindebezirke Cracau, Kleingräfendorf, Nieder-Clobicau, Niederwünsch, Ober-Clobikau, Raschwitz, Reinsdorf und Wünschendorf und der Gutsbezirk Raschwitz                                               |
| Amtsgericht Löbejün         | Löbejün         | aus dem Kreis Bitterfeld der Amtsbezirk Plötz, aus dem Saalkreis der Stadtbezirk Löbejün, der Amtsbezirk Krosigk, aus dem Amtsbezirk Brachwitz der Gemeindebezirk Sylbitz, aus dem Saalkreis den Stadtbezirk Löbejün, den Amtsbezirk Krosigk, aus dem Amtsbezirk Domnitz die Gemeindebezirke Dalena, Domnitz, Schlettau und Sieglitz, aus dem Amtsbezirk Petersberg die Gemeindebezirke Dachritz, Frößnitz, Nehlitz, Petersberg, Wallwitz und Westewitz.                                                                               |
| Amtsgericht Mansfeld        | Mansfeld        | aus dem Mansfelder Gebirgskreis die Stadtbezirke Leimbach und Mansfeld, die Amtsbezirke Gorenzen und Siebigerode, aus dem Amtsbezirk Großörner der Gutsbezirk Rödgen, aus dem Amtsbezirk Klostermansfeld der Gemeindebezirk Klostermansfeld und die Gutsbezirke Leimbach und Domäne Klostermannsfeld, aus dem Amtsbezirk Rammelburg der Gemeindebezirk Biesenrode. |
| Amtsgericht Merseburg       | Merseburg       | Der Kreis Merseburg außer den Teilen, die den Amtsgerichten Halle, Lauchstedt, Lützen und Schkeuditz zugeordnet waren |
| Amtsgericht Schkeuditz      | Schkeuditz      | aus dem Kreis Merseburg der Stadtbezirk Schkeuditz, die Amtsbezirke Alt-Scherbitz, Klein-Liebenau und Modelwitz und der Amtsbezirk Wehlitz ohne die Gemeindebezirke Raßnitz und Weßmar und des Gutsbezirkes Weßmar. |
| Amtsgericht Wettin          | Wettin          | aus dem Mansfelder Seekreis die Amtsbezirke Salzmünde und Zappendorf und aus dem Saalkreis der Stadtbezirk Wettin, der Amtsbezirk Domäne Wettin, der Amtsbezirk Brachwitz außer den Gemeindebezirken Beidersee, Möderau, Morl und Sylbitz sowie aus dem Amtsbezirk Rothenburg die Gemeindebezirke Deutleben, Dobis, Dössel und Neutz |
| Amtsgericht Wippra          | Wippra          | aus dem Mansfelder Gebirgskreis die Amtsbezirke Braunschwende, Dankerode und Wippra, der Amtsbezirk Rammelburg außer dem Gemeindebezirk Biesenrode, aus dem Amtsbezirk Meisdorf die Gemeindebezirke Molmerswende und der Gutsbezirk Molmerswende sowie aus dem Amtsbezirk Morungen die Gemeindebezirke Horla, Paßbruch und Rotha und die Gutsbezirke Hilkenschwende, Horla und Neuhaus |
| Amtsgericht Zörbig          | Zörbig          | aus dem Kreis Bitterfeld der Stadtbezirk Zörbig und die Amtsbezirke Göttnitz, Löberitz, Ostrau, Pösigk, Spören und Stumsdorf |

Der  Landgerichtsbezirk hatte 1888 zusammen 364.585 Einwohner. Bei dem Amtsgericht Eisleben wurde eine Strafkammer gebildet, die für die Amtsgerichtsbezirke Eisleben, Hettstedt, Mansfeld, Ermsleben, Gerbstedt und Wippra zuständig war. Am Gericht waren ein Präsident, zwei Direktoren und neun Richter tätig.
Die Amtsgerichte Wettin und Wippra wurden 1932 aufgehoben.
Im Zweiten Weltkrieg wurden eine Reihe von Gerichten aufgehoben und nach dem Krieg teilweise anderen Landgerichten zugeordnet. Zum Landgericht Halle gehörten zum 1. Juli 1947 folgende Amtsgerichte: Bitterfeld, Delitzsch, Eisleben, Halle, Kölleda, Mansfeld, Merseburg, Naumburg (Saale), Querfurt, Sangerhausen, Weißenfels und Zeitz. Im Jahre 1952 wurden in der DDR die Landgerichte abgeschafft und einheitlich Kreis- und Bezirksgerichte geschaffen. Halle kam zum Bezirk Halle, entsprechend entstand das Bezirksgericht Halle.
Nach dem Zusammenbruch der DDR wurde das Landgericht Halle 1992 erneut gebildet.

## Gebäude

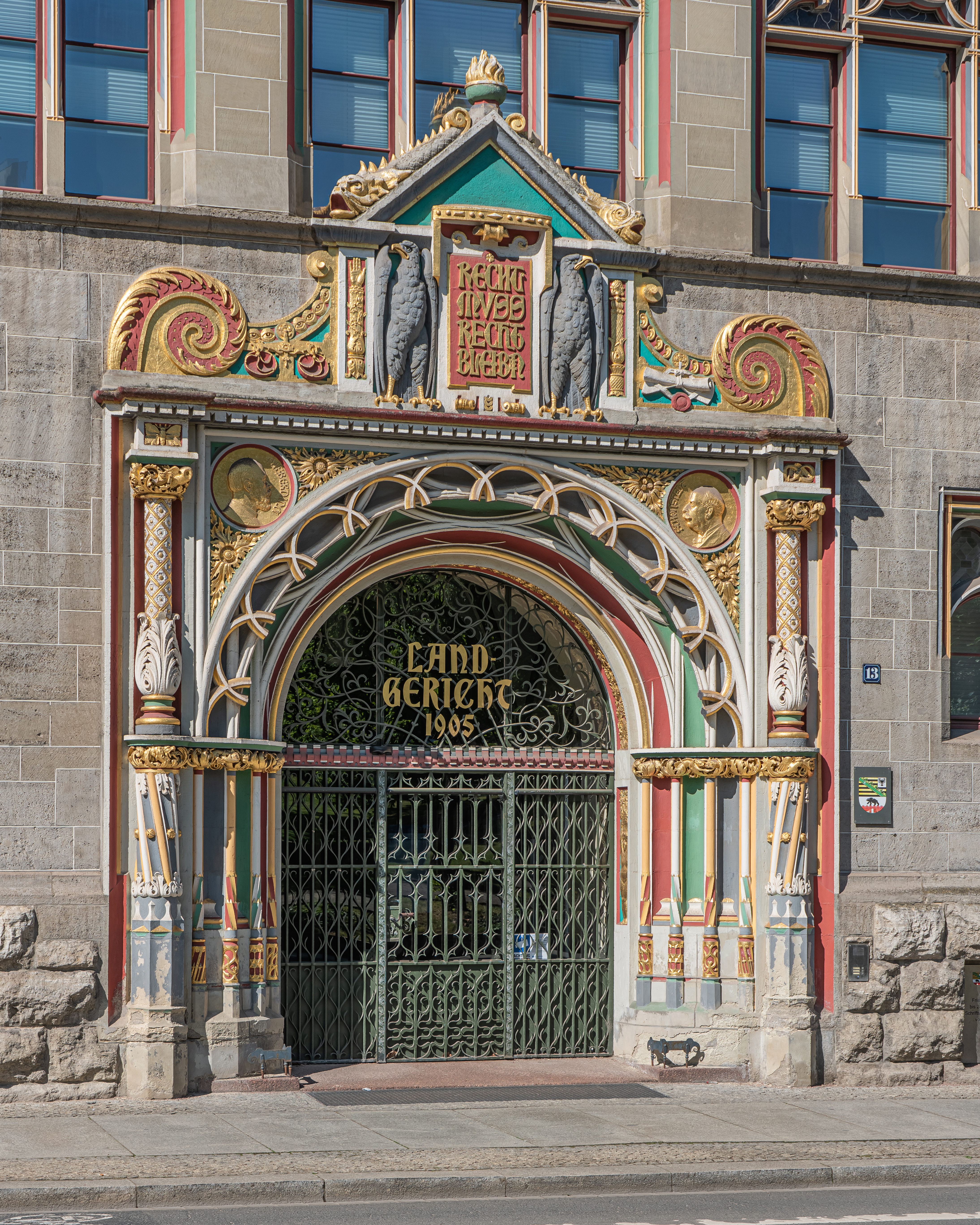
Eingangsportal

Das Gebäude des Landgerichtes wurde 1903 bis 1905 errichtet. Es handelt sich um eines der repräsentativsten Bauwerke der Stadt im typischen, historistischen Stil wilhelminischer Justizbauten. Architekten des vierflügeligen Gebäudes waren die preußischen Baubeamten Paul Thoemer im preußischen Ministerium der öffentlichen Arbeiten in Berlin und Karl Illert (1856–1907) in Halle. Es besitzt zum Hansering eine breite symmetrische Fassade mit Mittelrisalit und Ecktürmen, die unter anderem mit Porträts von Rechtsgelehrten und an den Fenstersimsen mit Tieren und Fabelwesen geschmückt ist. Die Türme haben eine Höhe von 50 Metern. Stilistisch verbindet es auch Formen der Gotik, der Renaissance und des Jugendstils. Bemerkenswert ist neben der Fassade aus Sandstein das Treppenhaus mit einer doppelten Wendeltreppe in einer kreisrunden Kuppelhalle mit einem Durchmesser von ca. 20 Metern und einer Höhe von 42 Metern.
Der Justizpalast wurde umfangreich restauriert und im Frühjahr 2013 wieder eröffnet.

## Überlieferung
Die schriftliche Überlieferung des Landgerichtes Halle aus den Jahren 1895–1952 wird in Teilen heute im Landesarchiv Sachsen-Anhalt in der Abteilung Merseburg verwahrt. Der Bestand trägt die Bestandsbezeichnung C 128 Halle.

## Richter
Präsident des Landgerichtes ist Jörg Engelhard.